# Anarta striata
Anarta striata là một loài bướm đêm trong họ Noctuidae.